# Ève Curie
Ève Denise Labouisse-Curie (ur. 6 grudnia 1904 w Paryżu, zm. 22 października 2007 w Nowym Jorku) – francusko-amerykańska pisarka, dziennikarka, pianistka i polityk. Córka Marii Skłodowskiej-Curie i Pierre’a Curie, młodsza siostra Irène Joliot-Curie, szwagierka Frédérica Joliota. Autorka m.in. biografii Maria Curie (1937), reportażu wojennego Podróż wśród wojowników (1943) i współautorka filmu dokumentalnego Kraj mojej matki (1941). Od lat 60. XX wieku czynnie zaangażowana w pracę UNICEF – organizacji pomocy na rzecz dzieci.

## Dzieciństwo
Była młodszą córką Marii Skłodowskiej-Curie i Pierre’a Curie, którzy mieli jeszcze córkę Irène (urodzoną w 1897). Ève praktycznie nie znała ojca, który tragicznie zginął w wypadku (przejechany przez powóz konny), kiedy miała zaledwie dwa lata. Po wypadku, który był bardzo traumatycznym przeżyciem dla matki Ève, Marię Skłodowską-Curie i jej córki przez pewien czas wspierał jej teść Eugène Curie, zmarł on cztery lata później w 1910. W tej sytuacji Maria Skłodowska-Curie była zmuszona wychowywać córki sama i przy pomocy guwernantek. Chociaż Ève później wyznała, że jako dziecko odczuwała brak dostatecznej uwagi ze strony matki i że dopiero w wieku młodzieńczym nawiązała z nią silną więź emocjonalną, Maria od początku dbała o staranne wykształcenie i rozwijanie zainteresowań córek. Podczas gdy Irène poszła w ślady matki i stała się wybitnym naukowcem (w 1935 razem z mężem Frédérikiem Joliot-Curie otrzymała Nagrodę Nobla), młodsza Ève wykazywała zainteresowania bardziej artystyczne i literackie; już jako dziecko zdradzała talent zwłaszcza w dziedzinie muzyki.
Maria Skłodowska-Curie dbała również o rozwój fizyczny dziewczynek. Niezależnie od pogody chodziły one na długie spacery, jeździły na rowerach, latem pływały, a w ogrodzie ich domu w Sceaux Maria zainstalowała urządzenia gimnastyczne. Ève i Irène uczyły się też szycia, ogrodnictwa i gotowania.
Obie córki Marii, mimo że były obywatelkami francuskimi (Ève później przyjęła obywatelstwo amerykańskie) i że ich pierwszym językiem był francuski, zachowały też świadomość polskiego pochodzenia i znały język polski. W 1911 roku spędziły wakacje w Kościelisku obok Zakopanego, w domu wujostwa Bronisławy i Kazimierza Dłuskich. W sierpniu, gdy dojechała ich matka, odbyły kilka wycieczek w Tatry.

## Młodość

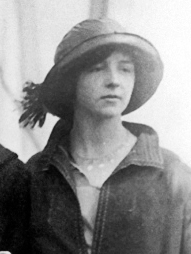
Ève Curie w wieku 16 lat (1921)

W 1921 szesnastoletnia Ève odbyła pierwszą podróż za ocean: wiosną tego roku razem z siostrą i matką popłynęły statkiem „Olympic” do Nowego Jorku. Maria Skłodowska-Curie jako dwukrotna laureatka Nagrody Nobla, odkrywczyni radu i polonu, była tam przyjmowana z wielkimi honorami; dużym powodzeniem w towarzystwie cieszyły się też jej córki. Brylującą w towarzystwie i pełną radości życia Ève prasa nazwała wtedy nawet „dziewczyną o radowych oczach” (the girl with radium eyes). Podczas podróży Ève i Irène pełniły jednocześnie rolę „strażniczek przybocznych” matki – skupiona zwykle na pracy naukowej i preferująca proste życie Maria nie zawsze czuła się komfortowo, odbierając składane jej hołdy. Podczas wizyty w Stanach Zjednoczonych Maria, Irène i Ève spotkały się w Waszyngtonie z prezydentem Warrenem Hardingiem, zwiedziły wodospad Niagara, po czym pociągiem pojechały zobaczyć Wielki Kanion Kolorado, gdzie odbyły też przejażdżkę na mułach. Do Paryża powróciły w czerwcu 1921.
Ève, podobnie jak wcześniej jej siostra Irène, ukończyła studia na Collège Sévigné w Paryżu, gdzie w 1925 uzyskała tytuł licencjata zarówno z nauk przyrodniczych, jak i filozofii. Cały czas kształciła się też w pianistyce, dając swój pierwszy koncert w Paryżu w 1925. Później wielokrotnie koncertowała w stolicy Francji, na prowincji i w Belgii.
Po wyjściu za mąż Irène za Frédérica Joliot w 1926, Ève nadal mieszkała z matką w Paryżu, opiekując się nią, a także towarzysząc jej w podróżach po Francji, do Włoch, Belgii, Szwajcarii. W 1932 razem z ówczesnym prezydentem Czechosłowacji Tomášem Masarykiem odbyły też podróż do Hiszpanii.
Ève, aczkolwiek bardzo kochała swoją matkę, miała od niej (a także od swojej siostry Irène) całkiem inną osobowość. Nie interesowały jej nauki przyrodnicze i ścisłe, z zainteresowań była humanistką. W przeciwieństwie do matki zawsze też pociągało ją światowe życie; podczas gdy Maria z reguły nosiła czarne, proste suknie, Ève, wyróżniająca się atrakcyjną powierzchownością, zawsze dbała o eleganckie stroje, nosiła buty na wysokich obcasach i makijaż, uwielbiała brylować na salonach. Zarówno Ève, jak i Irène, troskliwie jednak opiekowały się matką aż do jej śmierci – Maria, chora na białaczkę, wywołaną prawdopodobnie przez długoletni kontakt z radem, zmarła 4 lipca 1934.

## Biografia matki

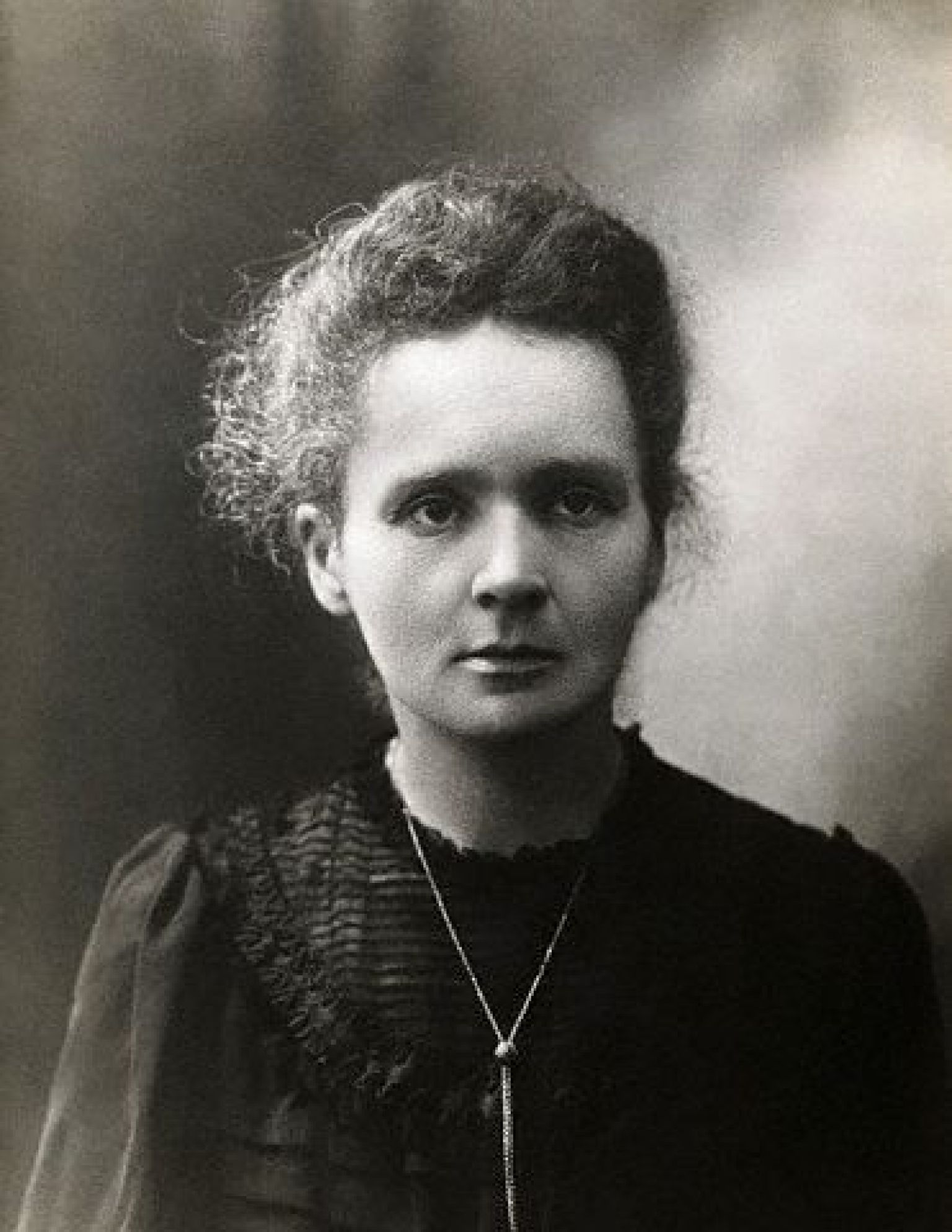
Maria Skłodowska-Curie

Po śmierci Marii Skłodowskiej-Curie Ève postanowiła dać wyraz swojej miłości do matki, pisząc jej biografię. W tym celu tymczasowo wycofała się z życia towarzyskiego i zamieszkała w małym mieszkaniu w Auteuil, gdzie gromadziła i porządkowała dokumenty i listy pozostawione przez Marię. Jesienią 1935 odwiedziła też rodzinę w Polsce, poszukując informacji o dzieciństwie i młodości swojej matki. Owocem tej pracy stała się biografia Madame Curie, wydana w 1937 jednocześnie we Francji, Wielkiej Brytanii, Włoszech, Hiszpanii, Stanach Zjednoczonych i innych krajach. W Polsce praca ta została po raz pierwszy opublikowana w 1938 pod tytułem Maria Curie, a już rok wcześniej (w 1937) prezydent RP Ignacy Mościcki w uznaniu jej zasług dla rozsławienia imienia Polski odznaczył Ève Krzyżem Oficerskim Polonia Restituta.
Biografia matki Ève już w momencie wydania zyskała duże uznanie w kręgach czytelniczych, w wielu krajach (w tym w USA) była bestsellerem. W 1937 książce przyznano amerykańską nagrodę National Book Award w kategorii literatury faktu, a w 1943 została sfilmowana przez hollywoodzką wytwórnię Metro-Goldwyn-Mayer (odtwórczynią głównej roli początkowo miała być Greta Garbo, ostatecznie Marię Skłodowską-Curie zagrała Greer Garson).
Z drugiej strony, zwłaszcza w późniejszych czasach, biografia Marii Skłodowskiej była często obiektem krytyki ze strony historyków nauki. Ève zarzucano, że przedstawiła swoją matkę w hagiograficznym świetle i że przemilczała na przykład romans Marii z Paulem Langevinem, byłym uczniem jej męża, mężczyzną żonatym i mającym czworo dzieci, z którym związała się po śmierci Pierre’a, co wywołało ogromny skandal w ówczesnej Francji. Autorce zarzucano też, że nie przedstawiła kłopotów i szykan, z jakimi Maria spotykała się ze strony francuskiego środowiska naukowego i prasy brukowej.
Ève angażowała się coraz bardziej w działalność literacką i dziennikarską. Oprócz biografii matki, przez wiele lat publikowała też pod pseudonimem recenzje muzyczne w tygodniku „Candide”, jak również artykuły o teatrze, muzyce i filmie do innych paryskich czasopism.
Latem 1939 została odznaczona najniższą klasą orderu Legii Honorowej „za skuteczną akcję propagandową, przeprowadzoną w Ameryce oraz za doskonałą biografię matki”.

## Okres II wojny światowej

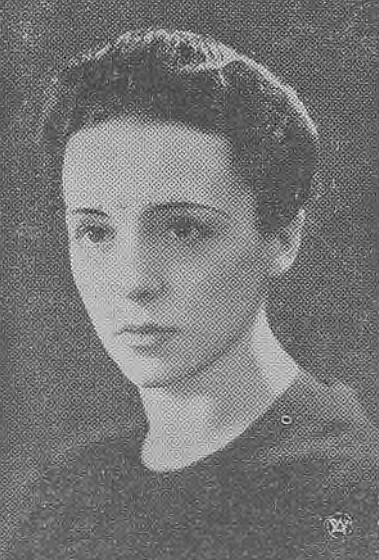
Ève Curie (ok. 1939)

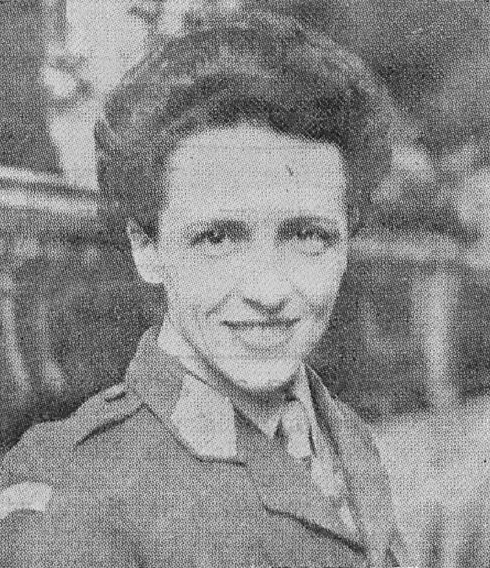
Ève Curie w służbie wojskowej (ok. 1943)

Po wybuchu II wojny światowej w 1939 Ève Curie została mianowana przez powieściopisarza i dramaturga Jeana Giraudoux, który w tym samym roku został francuskim komisarzem ds. informacji, kierowniczką oddziału kobiecego tegoż komisariatu. Po ataku Niemiec na Francję Ève 11 czerwca 1940 opuściła Paryż, a po upadku Francji przedostała się wraz z innymi uciekinierami na pokładzie przepełnionego i ostrzeliwanego przez niemieckie samoloty statku do Anglii. Tam opowiedziała się za gen. Charles’em de Gaulle’em i siłami Wolnej Francji, aktywnie walcząc z nazizmem, na skutek czego rząd w Vichy w maju 1941 odebrał jej obywatelstwo, skonfiskowano też jej majątek pozostawiony w kraju.
Większość czasu wojny Ève Curie spędziła w Wielkiej Brytanii (poznała tam Winstona Churchilla, odwiedziła też polskich żołnierzy w Szkocji) i Stanach Zjednoczonych, gdzie wygłaszała odczyty i pisała do amerykańskich gazet, między innymi „New York Herald Tribune” (obecnie „International Herald Tribune”). Już w 1940 została przyjęta w Białym Domu przez ówczesną pierwszą damę Ameryki Eleanor Roosevelt. Pod wpływem tej wizyty wygłosiła później serię odczytów pod tytułem „Francuskie kobiety i wojna” (French Women and the War), w maju 1940 miesięcznik „The Atlantic Monthly” opublikował jej esej pod tym samym tytułem.
Ève Curie przebywając w USA stworzyła w 1941 (wraz z Romualdem Gantkowskim) film przypominający Zachodowi o Polsce okupowanej przez III Rzeszę. Film pod tytułem The Land of My Mother zawiera unikatowy, bo nagrany wcześniej na kolorowej taśmie filmowej reportaż z przedwojennej Polski (1938) i komentarz autorki (1941). Film przez długi czas uchodził za zaginiony jednak w latach 90. XX wieku został odnaleziony dzięki staraniom kanadyjskiej Polonii.
W okresie od listopada 1941 do kwietnia 1942 Ève Curie odbyła podróż w charakterze korespondentki wojennej do Afryki, ZSRR i Azji, podczas której była świadkiem między innymi ofensywy brytyjskiej w Egipcie i Libii w grudniu 1941 oraz ofensywy Armii Czerwonej pod Moskwą w styczniu 1942. Podczas tej kilkumiesięcznej podróży, w czasie której pokonała ponad 60 000 km, wielokrotnie miała okazję spotkać się z polskimi żołnierzami walczącymi na Bliskim Wschodzie i zgłaszającymi się do właśnie tworzonej Armii Polskiej w ZSRR generała Władysława Andersa; spotkała się też z szachem Iranu Mohammadem Rezą Pahlawim, przywódcą walczących z Japończykami Chin, generalissimusem Czang Kaj-szekem, i Mahatmą Gandhim. Relacje z tej podróży na bieżąco publikowała w amerykańskich gazetach, a w 1943 zebrała je w książce Podróż wśród wojowników (Journey Among Warriors), która w 1944 była nominowana do Nagrody Pulitzera (ostatecznie nagrody nie zdobyła, przyznano ją Ernestowi Taylorowi Pyle, również za tom reportaży wojennych). Pomimo walorów literackich i licznych akcentów polskich reportaż Podróż wśród wojowników został wydany w Polsce dopiero w 2017 r.
Po powrocie do Europy Ève Curie służyła jako ochotniczka w kobiecym korpusie medycznym Wolnych Francuzów podczas kampanii włoskiej, awansując do stopnia porucznika na etacie majora w 1 Dywizji Wolnych Francuzów, a w sierpniu 1944 razem ze swoimi oddziałami brała udział w lądowaniu w Prowansji na południu Francji. Za zasługi w 1944 została odznaczona Croix de Guerre (Krzyżem Wojennym).

## Po wojnie
Po wyzwoleniu Francji Ève Curie w latach 1944–1949 była współwydawcą dziennika „Paris-Presse”, aktywnie działając też na niwie politycznej. Między innymi w rządzie Charles’a de Gaulle’a zajmowała się sprawami kobiet; w 1948 wraz z gronem innych wybitnych intelektualistów europejskich poparła powstanie państwa Izrael, apelując w tej sprawie do ONZ. W latach 1952–1954 była specjalnym doradcą sekretarza generalnego NATO, którym był wtedy Hastings Lionel Ismay. 19 listopada 1954 poślubiła amerykańskiego polityka i dyplomatę Henry’ego Richardsona Labouisse’a, który w latach 1962–1965 był ambasadorem USA w Grecji. W 1958 Ève Curie Labouisse uzyskała obywatelstwo amerykańskie.

## Praca w organizacji UNICEF
W 1965 mąż Ève zrezygnował z pracy w administracji USA, kiedy sekretarz generalny Organizacji Narodów Zjednoczonych U Thant zaproponował mu objęcie stanowiska dyrektora organizacji UNICEF, zajmującej się pomocą dla dzieci. Funkcję tę Labouisse pełnił do 1979; czynnie wspierała go w tym żona, również pracująca w tej organizacji, często nazywana „Pierwszą Damą UNICEF-u”. Razem odwiedzili ponad 100 krajów, przeważnie Trzeciego Świata, które były beneficjentami pomocy UNICEF-u; w 1965 Labouisse, w towarzystwie żony, odebrał też Pokojową Nagrodę Nobla, która została przyznana jego organizacji. W czasie swoich podróży Ève po wojnie dwukrotnie odwiedziła też Polskę – w 1967 z okazji otwarcia Muzeum Marii Skłodowskiej-Curie w Warszawie i później w 1999.

## Ostatnie lata życia
Po śmierci męża w 1987 Ève zamieszkała w Nowym Jorku. Z małżeństwa z Henrym Labouisse’m nie miała dzieci; odwiedzała ją Anne Peretz, jedyna córka Labouisse’a z jego pierwszego małżeństwa.
W grudniu 2004 uroczyście obchodzono setną rocznicę urodzin Ève Curie. Z okazji tej w jej nowojorskim mieszkaniu odwiedził ją sekretarz generalny ONZ Kofi Annan, życzenia składali też prezydenci: USA – George W. Bush i Francji – Jacques Chirac. List gratulacyjny wystosował również Uniwersytet Marii Curie-Skłodowskiej w Lublinie, nie było natomiast odzewu ze strony polskich władz państwowych.
Dopiero w następnym roku (2005) córka polskiej noblistki otrzymała od polskiego prezydenta Aleksandra Kwaśniewskiego Krzyż Komandorski Orderu Odrodzenia Polski. Wręczyć orderu już nie miał okazji. Dokonał tego jego następca Lech Kaczyński podczas wizyty w Stanach Zjednoczonych (17–19 września 2006), podkreślając wielkie zasługi dla Polski całej wybitnej rodziny noblistów.
W lipcu 2005 Ève Curie Labouisse za działalność w organizacji UNICEF została odznaczona francuskim odznaczeniem – Legią Honorową. Za odznaczenie podziękowała słowami:

Czuję się zaszczycona i dumna. Jestem odrobinę zakłopotana, ponieważ nie sądzę, żebym zasłużyła na wszystkie te wspaniałe komplementy, więc nie do końca wiem, jak powinnam się zachować. Jednak jest to dla mnie naprawdę wspaniały dzień i zapamiętam go na długi czas.

Wcześniej żartobliwie o sobie mawiała, że przyniosła „wstyd rodzinie”. „W mojej rodzinie było pięć Nagród Nobla” – żartowała. „Dwie dla matki, jedna dla ojca, jedna dla siostry i szwagra oraz jedna dla męża. Tylko mnie się nie udało...”.
Ève Curie zmarła we śnie 22 października 2007 w swojej rezydencji na Sutton Place na Manhattanie.
Ann Veneman, dyrektor wykonawczy UNICEF-u, powiedziała po jej śmierci:

Pani Labouisse była utalentowaną, posiadającą wysokie kwalifikacje kobietą, która korzystała z wielu swoich umiejętności dla promowania pokoju i rozwoju. Kiedy jej mąż przewodniczył organizacji UNICEF, odgrywała bardzo aktywną rolę w organizacji; podróżując z nim, aby ujmować się za dziećmi oraz dawać wsparcie i otuchę pracownikom UNICEF-u w wielu odległych i trudnych miejscach. Jej energia i jej zaangażowanie na rzecz poprawy świata powinny być dla nas wszystkich inspiracją.